# Castell de Gaianes

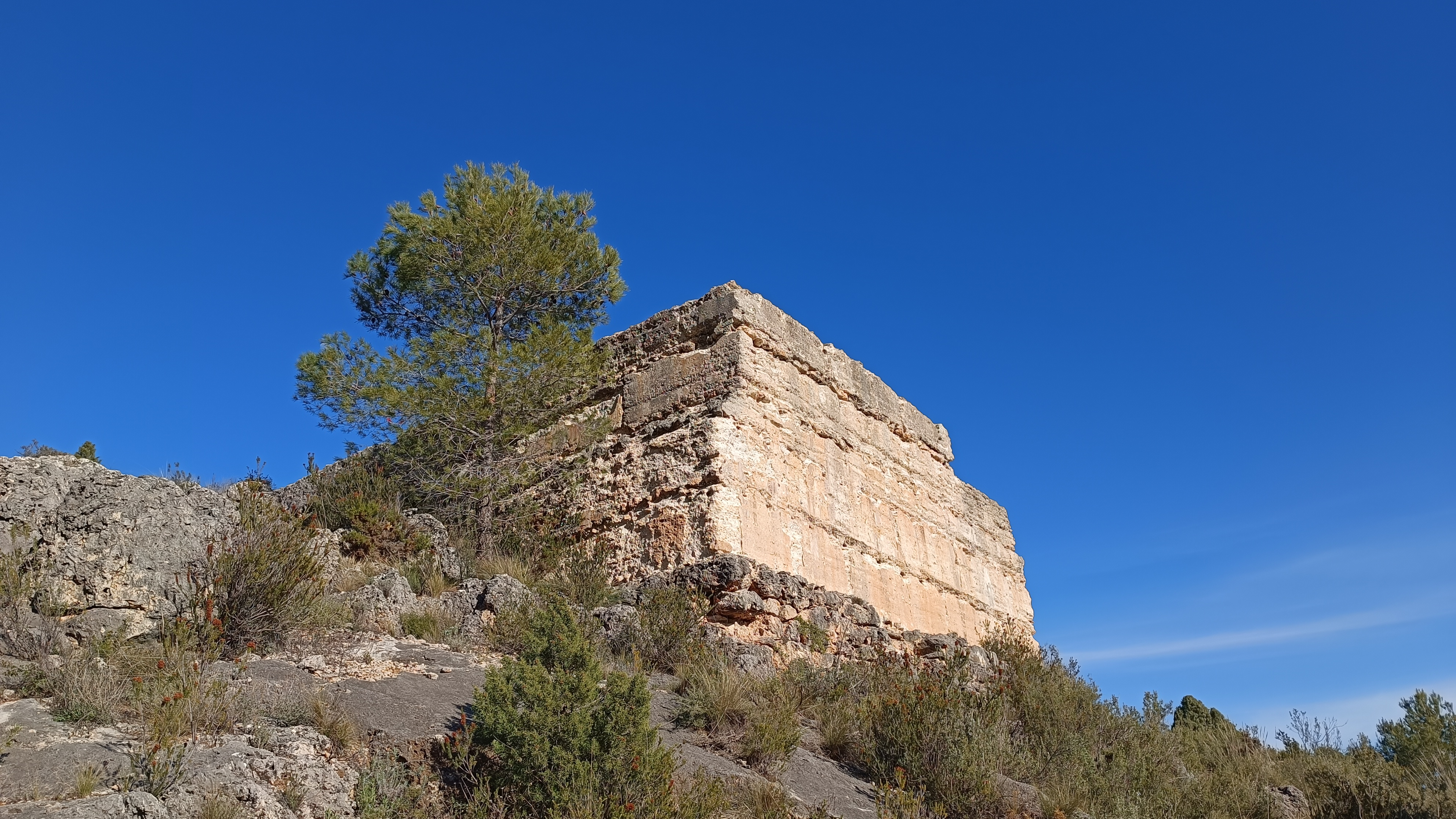
Restes del Castell de Gaianes.

El castell de Gaianes és un castell situat al terme municipal de Gaianes (el Comtat), en el vessant sud de la serra del Benicadell, a 2 km del nucli urbà. Localment també és conegut com el Castellet.

## Història
Les restes ceràmiques trobades al lloc, donen al castell una cronologia cristiana d'entre els segles xiii i xiv. Essencialment, es creu que el castell va ser un punt de suport, durant un curt període, del poder senyorial d'un xicotet assentament proper.
Les proves de què la construcció mai no fou acabada i altres raons, demostren aquesta hipòtesi.

## Estat actual
El castell és una construcció de planta rectangular, de 13 x 8 m., ubicada a sobre d'una plataforma bastida amb tapial de maçoneria. Els murs, d'una gran consistència, tenen 1,96 m de grossària i una altura de 0,84 m. Existeix un buit al mur que resta sense construir, en aquesta zona estaria situat l'accés.